# Godyris diaphana
Godyris diaphana är en fjärilsart som beskrevs av Johannes Karl Max Röber 1930. Godyris diaphana ingår i släktet Godyris och familjen praktfjärilar. Inga underarter finns listade i Catalogue of Life.